# Tempio di Giove Lustrale
Il tempio di Giove Lustrale a Verona è una struttura sacra a podio e cella sotterranea, realizzata nella prima metà del I secolo. Si trovava lungo la via Postumia nelle immediate vicinanze di porta Iovia (oggi conosciuta col nome di porta Borsari), che proprio da questo complesso santuariale prese il nome.

## Storia

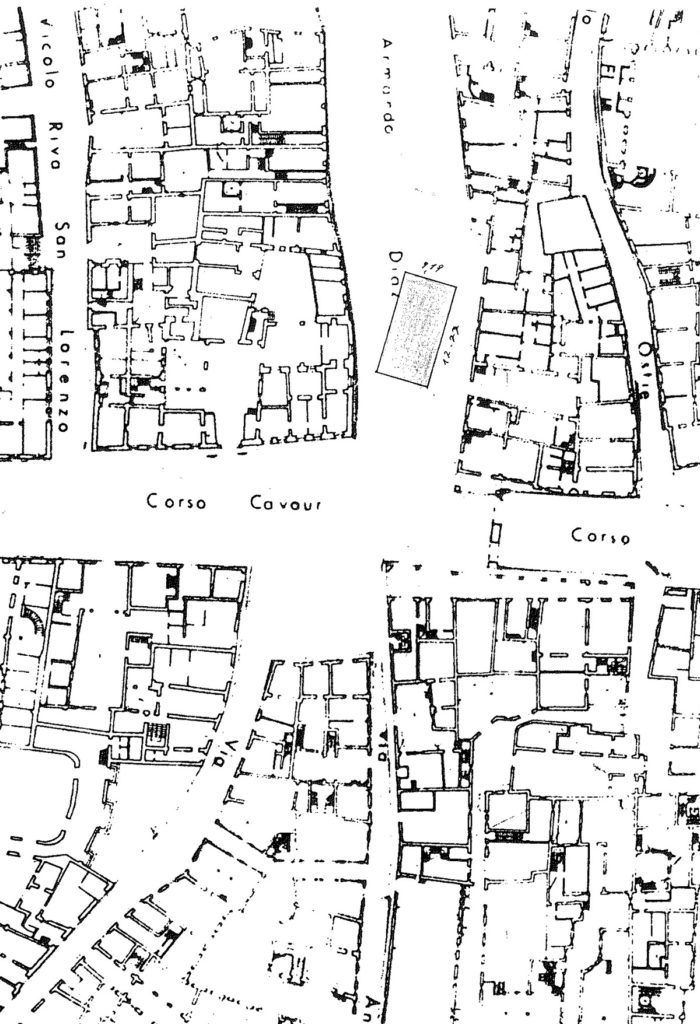
Collocazione originaria

Il tempio romano dedicato a Giove venne costruito nel I secolo, nell'ambito di un programma di monumentalizzazione che interessò in particolare il decumano massimo della città, che si sviluppava come proseguimento dell'importante via Postumia.
L'edificio, che era noto fin dal XVI secolo, fu scavato per la prima volta nel 1930 a seguito delle demolizioni che coinvolsero la Chiesa di San Michele alla Porta, necessarie per l'apertura di una nuova via che doveva condurre al ponte della Vittoria. Durante lo scavò si scoprì che la Chiesa si impostava direttamente sulla struttura templare romana.
L'identificazione come struttura templare e l'attribuzione a Giove Lustrale è dovuta all'allora soprintendente Ettore Ghislanzoni, che a 75 metri di distanza da esso rinvenne due altari votivi dedicati a tale divinità. Successive conferme, seppur indirette, sono venute poi dalla scoperta di due epigrafi, scoperte a Rosegaferro e a Verona, che citano un collegium iumentariorum portae Ioviae, ovvero il consorzio dei mulattieri addetti al servizio postale statale, da collocarsi presumibilmente presso porta Borsari, detta porta Iovia in età romana, che proprio dal vicino tempio di Giove Lustrale prese il nome. Nel 1932 i resti in muratura dell'edificio romano furono demoliti, mentre gli elementi lapidei facenti parte del podio furono smontati e portati prima in piazzetta Santi Apostoli e poi nei giardini situati all'esterno di porta Vittoria, lungo viale dei Partigiani, nelle immediate vicinanze del Cimitero Monumentale, dove tuttora si trova.
Nel 1998 vi fu un altro scavo archeologico che rimise in luce alcuni resti che non erano ancora stati ben studiati, in particolare l'ambiente ipogeo ritenuto funzionale al culto, nel quale grande importanza doveva avere l'acqua.

## Descrizione

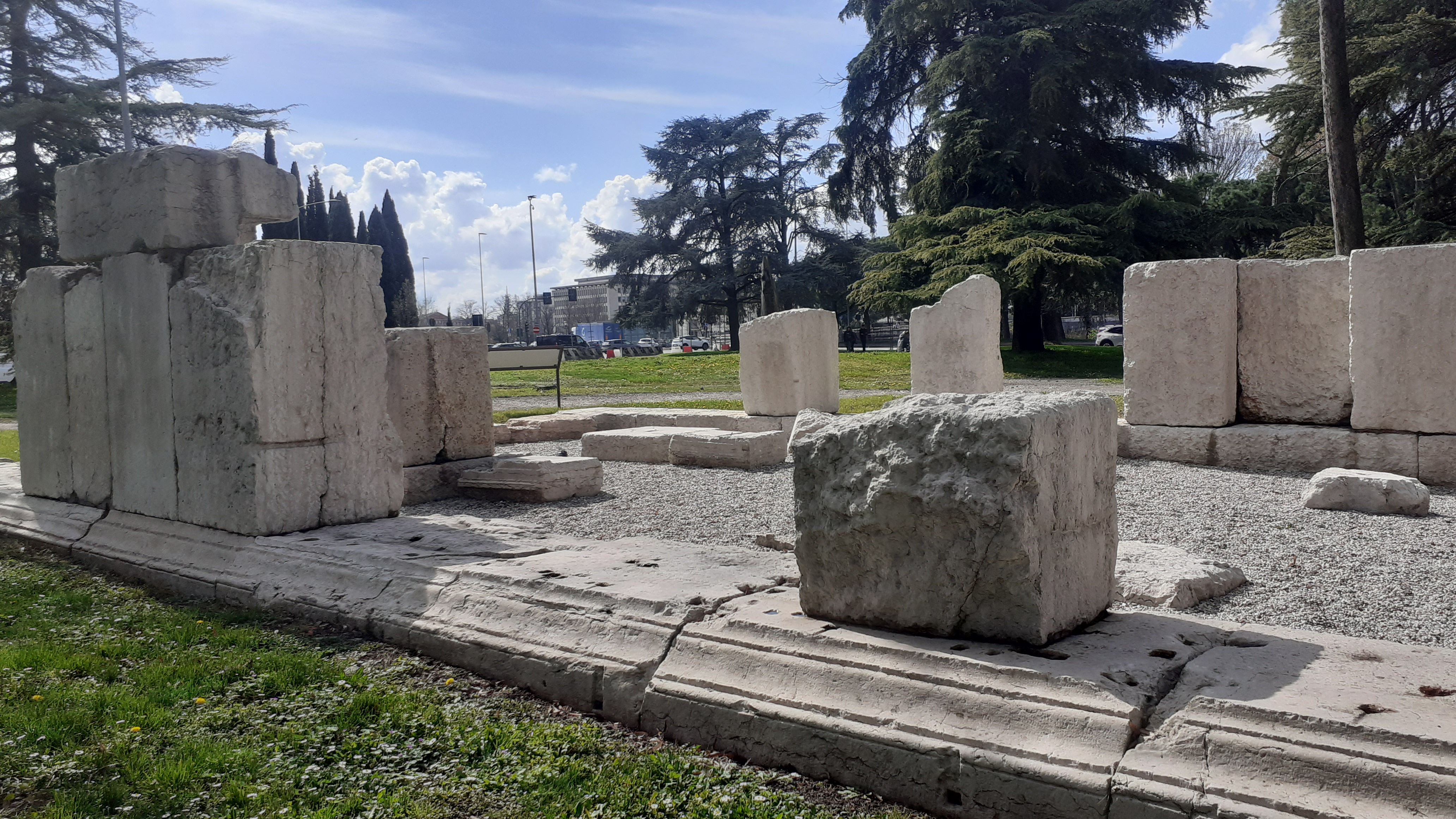
Resti del tempio

Grazie agli studi e rilievi effettuati nel 1930 e nel 1998 si può dedurre che il tempio fosse lungo 18 metri e largo 10, che fosse tetrastilo e pseudoperiptero, e posto su un podio alto 2,40 metri con scalinata inserita tra le guance e con un grande altare antistante. Nel podio era presente una cella sotterranea coperta da una volta a botte, la cui funzione cultuale si è ipotizzato potesse essere legata all'acqua, sia per la presenza di una vasca sia per il ritrovamento in situ di un'iscrizione posta da un certo Febo, schiavo incaricato della vigilanza dei tubi plumbei per la distribuzione idrica; non ultimo l'appellativo stesso del dio, Giove Lustrale, da ricollegare alla lustratio, un'antica cerimonia di purificazione effettuata tramite il lavaggio con acqua.
Nell'archivio della Soprintendenza Archeologia Belle Arti e Paesaggio per le province di Verona, Rovigo e Vicenza sono conservati rilievi della struttura oltre a documenti e fotografie relativi allo scavo.